# Monster (chanson de Paramore)
Pour les articles homonymes, voir Monster.
Singles de Paramore
Playing God
(2010) Now
(2013)
Pistes de Bande originale du film Transformers 3
Iridescent (Linkin Park) The Only Hope For Me Is You (My Chemical Romance)
Monster est un single du groupe américain Paramore issu de la bande originale du film Transformers 3 (Transformers: Dark of the Moon). La chanson a été mise en ligne pour la première fois le 3 juin 2011 et est disponible en téléchargement légal depuis le 7 juin 2011, soit une semaine avant la sortie du film,,,.

## Description de la vidéo
Dans la vidéo, on voit le groupe allongé dans -sur- l'eau (on ne voit pas à travers celle-ci) et Jeremy et Taylor ont les yeux fermés alors que Hayley chante. Puis tout au long de la vidéo on voit des murs et des lumières qui explosent derrière le groupe. Ils frappent tous les trois contre les murs en rythme avec la musique tout en jouant. On voit également les membres du groupe courir en voyant ces explosions, essayant d'échapper à l'explosion de celui-ci et à la fin ils se retrouvent dans la même pièce qu'au début avec leurs instruments posés par terre, signe que ce n'est que le début d'une longue histoire et que le groupe n'est pas près de disparaître, que Paramore est toujours un groupe. 